# Scorio
Scorio (zusammengesetztes Kunstwort von englisch score (deutsch: Partitur) und italienisch io (deutsch: ich) im Sinne von 'Ich schreibe Noten') ist eine Online-Community für Musiker zum Noten-Schreiben, -Veröffentlichen und -Finden. Mittels Volltextsuche kann nach veröffentlichten Noten und anderen Community-Inhalten recherchiert werden. Moderierte Foren dienen zur Kommunikation der Nutzer untereinander sowie zur Kontaktaufnahme mit fun communications. Auch für das kostenfreie Angebot besteht Anmeldepflicht.

## Geschichte und Bedeutung
Das Notensatzportal scorio.com ging zum ersten Mal im Mai 2010 mit einer Betaversion online. Am 15. November 2010 wurde der öffentliche Betrieb aufgenommen.
Der Scorio-Noteneditor ist ein Online-Notensatzprogramm, das wie Weblily LilyPond als Layout-Engine einsetzt. Während Noten in Weblily textuell eingegeben werden, erfolgt die Eingabe bei Scorio über eine grafische Benutzeroberfläche. Vom Online-Noteneditor Noteflight, der mit Flash realisiert ist, unterscheidet sich Scorio durch die HTML5-Anzeige der Partituren. Dadurch ist Scorio auch auf Plattformen verwendbar, die Flash nicht unterstützen (z. B. auf dem Apple iPad). Im Unterschied zu den meisten anderen Notensatzprogrammen erfordert Scorio keine Installation auf dem Computer des Benutzers, da es im Browser läuft.

## Funktionen des Noteneditors
Der Noteneditor ist ein WYSIWYG-Notensatzprogramm, bei dem Noten ausschließlich mit der Computer-Maus eingegeben werden können. Der HTML-basierte Noteneditor wird nur online zur Nutzung im Webbrowser angeboten. Das Notenbild wird mit LilyPond erzeugt.

### Funktionen für Besucher der Website
- Noteneingabe mit der Maus und virtueller Klaviatur (Mausklavier)
- Noten verschieben per Drag and Drop
- Auswahl aus verschiedenen Vorlagen für Partituren mit mehreren Instrumenten
- Notenschlüssel, Taktarten, Vorzeichen, Artikulationszeichen und Wiederholungszeichen
- Liedtext, Akkordsymbole und Noten oder Pausen zugeordneter Freitext
- Akustische Kontrolle der Noten durch Wiedergabe einer MIDI-Datei

### Funktionen für registrierte Nutzer
- Ausgabe der Noten als PDF-Dokument zum Ausdrucken und Weitergeben
- Speichern von Noten im privaten Bereich eines Nutzers
- Veröffentlichung von Noten durch den Nutzer mit einer Creative-Commons-Lizenz
- Import von Noten im Format MusicXML (*.xml, *.mxl)
- Export von Noten in den Formaten MusicXML (*.xml) und Lilypond (*.ly)

## Kritik
- Mit dem Noteneditor von Scorio können nur einfache Musikstücke gesetzt werden.
- Der verfügbare Vorrat an musikalischen Zeichen ist sehr klein.
- Zwar können mehrstimmige Partituren für mehrere Instrumente gesetzt werden, Mehrstimmigkeit innerhalb eines Notensystems wird aber nicht unterstützt.